# Christopher Creveling
 Christopher Creveling (* 29. Dezember 1986 in Flemington) ist ein US-amerikanischer Shorttracker und Inline-Speedskater.

## Werdegang
Creveling begann seine Karriere im  Inline-Speedskating. Dabei wurde er im Jahr 2004 Weltmeister mit der Staffel über 10.000 m auf der Straße. Im folgenden Jahr gewann er bei der WM die Bronzemedaille mit der Staffel. Im Shorttrack-Weltcup debütierte er im Oktober 2012 in Calgary und belegte dabei den 11. Platz über 1500 m und den sechsten Rang über 1000 m. Im selben Monat kam er in Montreal mit dem dritten Platz mit der Staffel erstmals aufs Podium. Seine besten Resultate bei den Shorttrack-Weltmeisterschaften 2013 in Debrecen waren der 11. Platz über 1500 m und der siebte Rang mit der Staffel. Zu Beginn der Saison 2013/14 holte er in Shanghai mit der Staffel seinen ersten Weltcupsieg. Im weiteren Saisonverlauf errang er mit der Staffel in Seoul den zweiten Platz und siegte in Kolomna erneut mit der Staffel. Beim Saisonhöhepunkt, den Olympischen Winterspielen 2014 in Sotschi, gewann er die Silbermedaille mit der Staffel. Zudem belegte er den 21. Platz über 1500 m und den zehnten Rang über 1000 m. Seine besten Ergebnisse bei den Shorttrack-Weltmeisterschaften 2014 in Montreal waren der achte Platz über 1000 m und der sechste Platz mit der Staffel. In der Saison 2015/16 erreichte er in Dordrecht mit dem vierten Platz über 500 m sein bisher bestes Einzelergebnis im Weltcup. Bei den Shorttrack-Weltmeisterschaften 2016 in Seoul wurde er Siebter mit der Staffel.

## Weltcupsiege im Team
| Nr. | Datum              | Ort        |
| --- | ------------------ | ---------- |
| 1.  | 29. September 2013 | Shanghai 1 |
| 2.  | 17. November 2013  | Kolomna 2  |

## Persönliche Bestzeiten
- 500 m      40,961 s (aufgestellt am 15. März 2014 in Montreal)
- 1000 m    1:23,187 min (aufgestellt am 21. Oktober 2012 in Calgary)
- 1500 m    2:12,919 min (aufgestellt am 20. Oktober 2012 in Calgary)